# Kamo no Chōmei
Kamo no Chōmei, 鴨長明 (Kyoto, 1155 – Toyama, 1216), è stato uno scrittore e musicista giapponese.

## Biografia
Kamo no Chōmei, conosciuto anche come Nagaakira, nasce nel 1155, figlio secondogenito di un sacerdote shintō operante presso il santuario di Shimogamo, Kamo no Nagatsugu, di cui però, causa una lite in famiglia, non seguirà le orme.
Ancora bambino, viene accolto in casa dalla seconda moglie del nonno paterno, e grazie all'ottima condizione economica della sua casata di appartenenza, trascorre una giovinezza decisamente agiata. All'età di sette anni, grazie all'intercessione della seconda moglie dell'imperatore Nijō (二条天皇, Nijō-tennō), Takamatsu'in, entra a far parte dell'aristocrazia di corte, ottenendo il quinto grado inferiore.
Nel 1173 il padre muore appena trentacinquenne, lasciando la carica di negi (oratore) ad un parente, mentre nel 1176 scompare Takamatsu'in, sua protettrice a corte: Chōmei si ritrova così sia privo di un appoggio rispetto alla possibilità di intraprendere la carriera sacerdotale, sia impossibilitato a proseguire l'avanzamento di rango all'interno della corte. Decide così di dedicarsi completamente allo studio della musica e della poesia, affidandosi a due grandi maestri dell'epoca, il poeta Shun'e ed il musico Nakahara no Ariyasu, entrambi ricordati da Chōmei nel suo Mumyōshō. Grazie ai duri anni di studio, Chōmei riesce a mettersi in mostra completando la raccolta di versi Kamo no Nagaakirashū nel 1181 e vedendo selezionato un suo waka per il Senzai Wakashū (千載和歌集, Collezione dei millenni), l'antologia commissionata nel 1183 dall'imperatore Go-Shirakawa (後白河天皇, Go-Shirakawa-tennō) e completata nel 1187 da Fujiwara no Shunzei.
Dopo il divorzio dalla moglie e la perdita dei privilegi economici connessi al suo matrimonio, si ritira a vivere in una capanna lungo il fiume Kamo, continuando a dedicarsi alla poesia e ritagliandosi un posto tra i poeti di spicco del periodo. Nel 1201 entra a far parte, in qualità di censore e non di selettore, dello Wakadokoro (Ufficio della poesia di corte) voluto dall'ex imperatore Go-Toba (後鳥羽天皇, Go-Toba-tennō) per compilare una nuova antologia di waka capace di raggiungere il livello poetico del Kokin Wakashū (古今和歌集): il progetto sfocerà nel 1205 nel Shinkokinshū (新古今集).
Deluso dalla mancata nomina a negi del santuario Tadasu, Chōmei decide di ritirarsi definitivamente dal mondo e prende i voti: si stabilisce dapprima ad Ōhara, nei pressi di Kyoto, zona abitata da molti eremiti e santoni; successivamente, nel 1208, si trasferisce a Toyama, ultima sua dimora, dove scrive tra il 1209 e il 1212 il Mumyōshō (無名抄) e lo Hōjōki (方丈記).
Muore nel 1216.
Il suo nome è incluso nella raccolta dei Trentasei nuovi immortali della poesia.

## Pensiero
L'uomo che avrebbe voluto integrarsi con la società aristocratica, ma che non c'era riuscito, guarda con acuti giudizi alla società di Kyōto e al mondo dello waka, e questa sua sensibilità scaturisce dalle sue opere. Il crollo del vecchio regime significa per lui la scoperta di un nuovo modo di vivere attraverso il romitaggio e il buddhismo. Proprio questa scoperta gli offre il distacco necessario per osservare le cose in modo impersonale.
Kamo no Chōmei non è del tutto integrato nella dottrina di Hōnen: la capisce, ma continua a comporre waka e a fare musica nonostante si disprezzi per ciò. Il suo punto di vista su questi due argomenti, che, in quanto atteggiamenti laici egli considera senza alcun rapporto col buddhismo, è esposto nel Mumyōshō (opera composta di ottanta paragrafi di diversa lunghezza, indipendenti uno dall'altro, stesi alla rinfusa, dove discute di poesia e di aneddoti riferiti a poeti del passato e del presente).
Il contrasto tra questo lavoro e la chiara struttura dello Hōjōki sottolinea ancor di più la dipendenza di quest'ultimo dal Chiteiki. Nella stesura del Mumyōshō, Chōmei non utilizza come modello nessuna opera precedente, ma scrive solo di cose che conosce bene. Questo lo porta a non prestare attenzione alla struttura generale dell'opera, bensì ad ogni paragrafo visto come parte del tutto.

## Opere
- Hōjōki (Ricordi di un eremo, 1212)
- Mumyōshō (Trattato senza nome, 1209-1210)
- Hosshinshū (発心集)